# السفلة (ملحان)

تعديل مصدري - تعديل

السفلة هي إحدى قرى عزلة الشعاب بمديرية ملحان التابعة لمحافظة المحويت، بلغ تعداد سكانها 159 نسمة حسب تعداد اليمن لعام 2004.